# Charles Comte
Charles Comte (25 de agosto de 1782-13 de abril de 1837) (François-Charles-Louis Comte) era un abogado, periodista, escritor, y político francés. Fue miembro de la Cámara de Diputados y del Instituto de Francia. 
En 1814 fundó, junto con Charles Dunoyer, Le Censeur, un periódico liberal. En 1820, se lo encontró culpable de atacar al rey y fue enviado al exilio en Suiza, donde fue profesor de Derecho, enseñando en la Universidad de Lausana. Siguiendo los comentarios hechos por Fredric Jean Witt, un revolucionario, a la policía bávara, y una intervención de la policía francesa, Comte fue forzado a abandonar Suiza. Se refugió en Inglaterra por 18 meses donde entró en contacto con Jeremy Bentham, y en 1825 retornó a Francia y comenzó a contribuir con Revue Americaine. En 1827 publicó Traité de législation (en 4 volúmenes) que describía las leyes que rigen el desarrollo de las empresas y las razones por las que el desarrollo puede detenerse; el libro estableció su reputación y le valió un Premio Montyon. Como economista seguía las doctrinas de Jean-Baptiste Say, con cuya hija se casó. Estuvo activo en la oposición que dio lugar a la Revolución de Julio de 1830 y fue elegido diputado por Sarthe en 1831 y de nuevo en 1834. En 1832 fue elegido para la Académie des sciences morales et politiques.

## Obras
- De l'impossibilité d'établir un gouvernement constitutionnel sous un chef militaire, 1815.
- Des garanties offertes aux capitaux et autres genres de propriétés par les procédés de chambres législatives, 1826.
- Histoire de la garde nationale de Paris, 1827.
- Traité de législation, 1827.
- Traité de la propriété, 1834.